# Fanny Azzuro

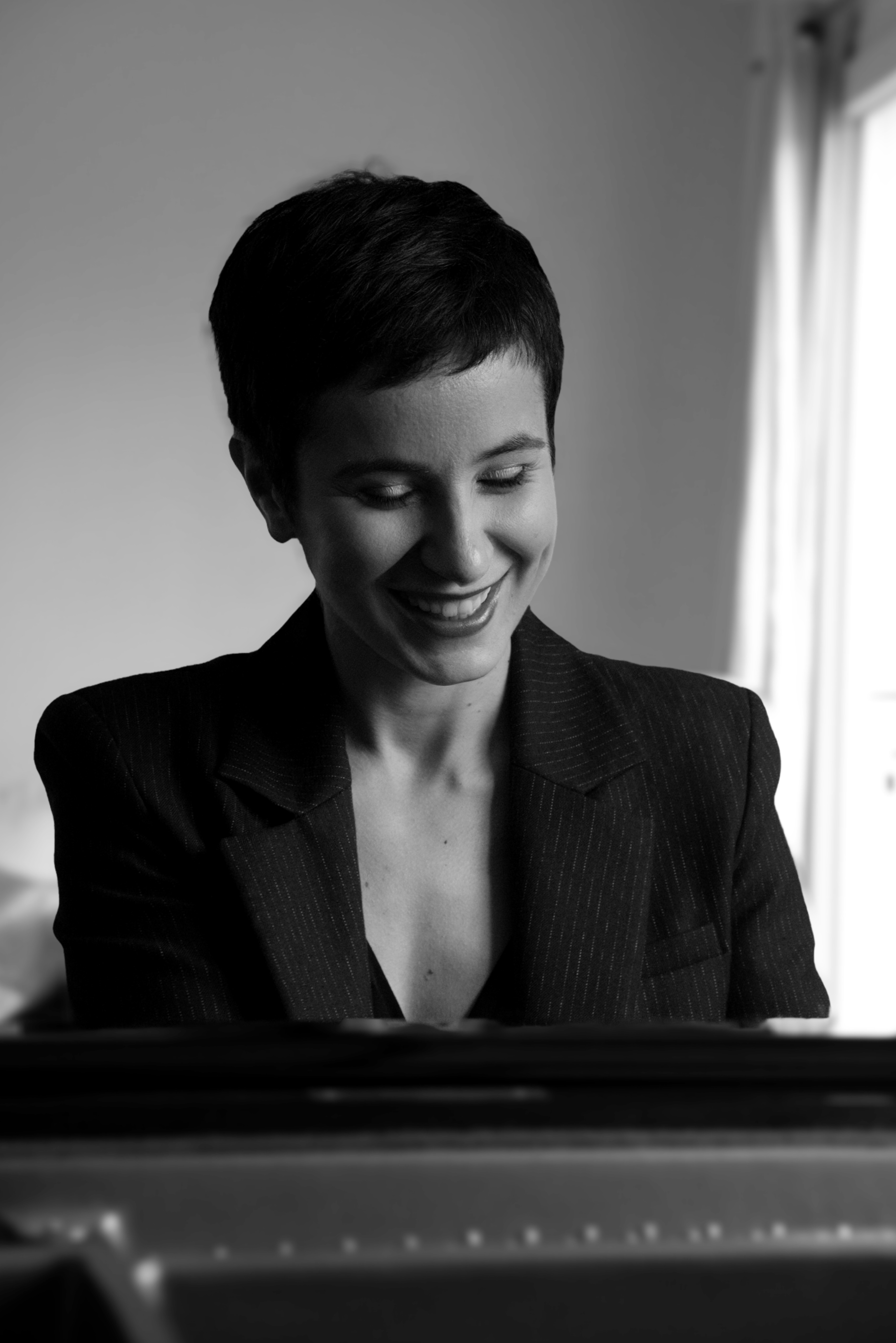
Fanny Azzuro 2025

Fanny Azzuro (* 1986 in Saint-Rémy-de-Provence) ist eine französische Pianistin.

## Werdegang
Fanny Azzuro kommt aus einer italienischstämmigen Familie. Eine ihrer Großmütter war neapolitanische Amateurpianistin und ihr Bruder Pierre ist Hornist bei den Stuttgarter Philharmonikern. Nach dem Klavier-Studium in Montpellier, am Pariser Konservatorium und an der Sibelius-Akademie in Helsinki wurde sie im Jahr 2012 an der Accademia Pianistica "Incontri col Maestro" in Imola (Italien) in der Klasse des russisch-italienischen Pianisten Boris Petrushansky (* 1949) zugelassen. Außerdem besuchte sie Meisterkurse in Europa und Nordamerika bei Aldo Ciccolini, Jacques Rouvier, Pascal Devoyon, Gregorio Nardi und Elisabeth Leonskaja.

## Auftritte und Einspielungen
Fanny Azzuro trat u. a. 2009 beim Festival Pablo Casals in Prades und beim Festival Estival d’Annecy in Annecy auf. 2010 war sie Gast beim New York Piano Festival sowie beim Bowdoin International Music Festival. 2013 trat sie bei den 3. Internationalen Klaviertagen in Plauen auf. Ihr erstes Soloalbum mit Werken von russischen Komponisten erscheint im September 2014.
Sie widmet sich nicht nur der klassischen Musik, sondern spielte 2009 zusammen mit Tigran Hamasyan Jazz und war im Jahr 2010 Mitbegründerin des SpiriTango Quartet, ein Klavier-Violine-Bass-Akkordeon-Tango-Quartett.

## Auszeichnungen
Fanny Azzuro ist Preisträgerin des World Piano Wettbewerbs in Cincinnati und bekam den ersten Preis beim Concours de piano in Vulaines-sur-Seine. Beim Piano Campus Wettbewerb in Frankreich errang sie den Sonderpreis für die beste zeitgenössische Interpretation. 2010 wurde sie mit dem „Diplôme National Supérieur de Musicien“ ausgezeichnet.

## Diskografie (Auswahl)
- Russian Impulse, Rachmaninov, Prokofiev & Kapustin. Paraty Productions (France) 2014[8]
- Impressions 1905, Ravel, Debussy, Albéniz. Paraty Productions (France) 2017.